# Xi Enting
Xi Enting (Tangshan, 3 maart 1946 – 27 oktober 2019) was een Chinees tafeltennisser. Hij werd in Sarajevo 1973 als derde Chinese man ooit wereldkampioen enkelspel, na Rong Guotuan en Zhuang Zedong. Zijn naam wordt in het westerse alfabet ook wel vertaald als Hsi En-Ting.

## Sportieve loopbaan
Enting behaalde zijn wereldtitel in het enkelspel tijdens het tweede van in totaal drie WK's waaraan hij deelnam. Hij versloeg in de finale Kjell Johansson, waarmee hij voorkwam dat de titel twee keer op rij naar Zweden ging. In Nagoya 1971 werd de Chinees al wereldkampioen met het nationale team in het landentoernooi, in 1973 bleef het bij zilver in die discipline. In '71 werd hij in de halve finale van het enkelspel uitgeschakeld. Entings WK in Calcutta 1975 eindigde zowel in het enkel- als dubbelspel in de kwartfinale.
Enting was zowel in Peking 1972 als Yokohama 1974 verliezend finalist in het enkelspel van de Aziatische kampioenschappen. Bij zijn eerste kans op de titel verloor hij van de Japanner Nobuhiko Hasegawa, twee jaar later van zijn landgenoot Liang Geliang.